# Be Quick or Be Dead
Be quick or be dead (у преводу: буди брз или мртав) је први сингл са албума Fear of the Dark британске групе Ајрон Мејден, издатог 1992. године. Сама песма говори о неколико политичких скандала који су се догодили у време њеног издавања укључујући банкарски скандал Роберта Максвела и пад Банке међународних кредита и трговине. Издата је месец дана пре албума на којем се налази. Карактеристична је по свом хеви гитарском рифу уз примесе спид и треш утицаја.
Б-страна садржи две званичне и једну скривну песму, укључујући блуз песму ("Nodding Donkey Blues") и обраду групе Монтроуз ("Space Station No. 5"), и ненаведену "Bayswater Ain't a Bad Place to Be". Ова последња представља нараторску комедију од стране Бруса Дикинсона (са пратњом акустичне гитаре Јаника Герса) у којој имитира и шали се на рачун Ајрон Мејден менаџера Рода Смолвуда. Слична имитација Рода Смолвуда је издата раније, као Б-страна насловљена "Sheriff of Huddersfield", која се налазила на Wasted Years синглу.

## Листа песама
1. "Be Quick or Be Dead" (Брус Дикинсон, Јаник Герс) – 3:25
2. "Nodding Donkey Blues" (Ајрон Мејден) – 3:18
3. "Space Station #5" (Рони Монтроуз; Монтроуз обрада) – 3:47
4. "Bayswater Ain't a Bad Place to Be" (Дикинсон, Герс) – 8:05 (ненаведена) (издато само у Уједињеном Краљевству)

## Извођачи
- Брус Дикинсон – вокали
- Дејв Мари – гитара
- Јаник Герс – гитара, пратећи вокали
- Стив Харис – бас гитара, пратећи вокали
- Нико Мекбрејн – бубњеви